# Гулькина, Наталия Валерьевна
Ната́лия Вале́рьевна Гу́лькина (урождённая Клярено́к; род. 20 февраля 1964 года, Москва) — советская и российская эстрадная певица (сопрано), телеведущая, автор песен, экс-солистка культовых советско-российских поп-групп «Мираж» и «Звёзды».

## Биография

### 1964—1986: Детство и юность
Родилась в Москве. В школе училась хорошо, но не отличалась примерным поведением. В школьные годы слушала Высоцкого, Зыкину, Deep Purple и Kiss. Заниматься пением Наталия стала, взяв пример с отца. Научившись игре на гитаре, начала сама сочинять песни, которые пела в дружеских компаниях, пионерских лагерях, на выпускных вечерах. Побеждала в конкурсах.
В юности вышла замуж за инженера Николая Гулькина и в 20 лет родила сына Алексея.

### 1986—1988: Группа «Мираж»
Занимаясь вокалом в джазовой студии, мечтала выйти на профессиональную сцену. Светлана Разина, одна из участниц студии, познакомила Гулькину с молодым композитором и клавишником Андреем Литягиным. Тот в это время искал новую вокалистку для коллектива «Мираж», так как Маргарита Суханкина, принявшая участие в записи трёх композиций «Звёзды нас ждут», «Видео» и «Эта ночь», участвовать в записи остального материала для будущего альбома отказалась, потому что намеревалась сделать оперную карьеру в Большом театре и не хотела быть замеченной в группе, исполняющей поп-музыку. Литягин и предложил Наталье записать несколько песен.
Гулькина исполнила вокальные партии для пяти песен: «Солнечное лето», «Безумный мир», «Я не хочу», «Электричество», «Волшебный мир». 3 марта 1987 года дебютный альбом группы «Мираж» Звёзды нас ждут увидел свет.

### 1988—1992: Группа «Звёзды»
В 1988 году «Мираж» готовил выпуск второго альбома «Снова вместе», на создании которого настаивала Гулькина. В это время Наталия гастролировала с группой по стране. Литягин, чтобы не отвлекать певицу, вновь пригласил для записи Суханкину, с которой и был записан альбом. Наталии предложили выучить песни и исполнять их под фонограмму Маргариты. Гулькина отказалась и покинула группу «Мираж», решив начать сольную карьеру.
«Наверное, в первый раз я ушла из „Миража“, потому что должна была попробовать свои собственные силы, — говорила Наталия. — Да и обстоятельства в группе сложились, которые подтолкнули меня к такому решению. Тогда одновременно по гастролям ездили несколько составов группы, что, естественно, не могло мне нравиться. Кроме того, я узнала, что зарабатываю меньше остальных солисток. Я посчитала, что это несправедливо, и ушла. К тому моменту я уже была довольно популярной, поэтому мне оказалось проще начать свой новый путь».
Певица не разбиралась в юридических вопросах и продолжала исполнять те песни «Миража», которые она исполняла в качестве солистки группы. Вскоре, однако, организаторы группы запретили ей это делать. 
«Я не стала особо переживать по этому поводу, — заявляла Гулькина, — а взяла и написала песню „Солнце горит“, которую тут же подхватили различные радиостанции. Вскоре она стала хитом, и с ней я начала гастролировать по стране. Затем появилась новая песня „Верю и люблю“». 
 В это же время на «Звуковой дорожке» состоялось знакомство Наталии с Леонидом Величковским. Он сказал ей, что у него есть много интересного материала, и предложил Гулькиной его посмотреть. Музыка Величковского Наталии понравилась, и они записали альбом «Маленький принц», в который вошла песня «Солнце горит». Альбом пользовался большой популярностью.

В московском парке Горького состоялся сборный концерт в связи с празднованием Дня города, который приехали снимать телевизионщики американского канала MTV. На него пригласили выступить группы «Мираж» с Татьяной Овсиенко, «Фея» со Светланой Разиной и Наталию Гулькину. 
«До того момента у нашей группы вообще не было названия, — вспоминала Гулькина. — Нас объявляли как Наталия Гулькина — „Экс-Мираж“ или просто Наталия Гулькина. И тут мы схватились за голову — как себя назвать? Не могут же быть на сцене два „Миража“ или „Мираж“ и экс-„Мираж“. Стали на ходу придумывать какие-то названия. И в это время заходит в гримёрку съёмочная группа MTV. Меня представляют им как русскую звезду, вернее, звезду СССР, а те давай расспрашивать, что у меня есть, раз я звезда. И мой супруг, ныне покойный, Костя Терентьев, вдруг начинает им плести, что у меня есть свой поезд, на котором я и моя группа передвигаемся по всей стране. И что у нас и самолёт есть. И как пошёл врать! Я в ужасе. Что он несёт?! А ему просто захотелось показать, что мы не хуже их звёзд. И вдруг у кого-то из нас рождается идея, а что, если назвать нашу группу „Звёзды“. Я сначала засомневалась, что это мы будем называть себя звёздами — что мы такие крутые, что ли? А потом кто-то сказал, при чём тут крутые или не крутые. Вон есть же и Луна, и звёзды. А нам уже кричат: „Ваш выход! Как объявлять?!“ Ну, мы и махнули рукой: „Объявляйте: Наталия Гулькина и группа Звёзды“».
В это же время группа сняла первые два клипа на песни «Солнце горит» и «Верю и люблю».
В 1989 году у группы вышел второй альбом «Дискотека», завоевавший огромную популярность.
В 1990 году после победы на международном фестивале «Интер-шанс» Наталия Гулькина отправилась на гастроли в Китай, оказавшись фактически первой советской эстрадной певицей, выступившей в этой стране. В Пекине на концерте «Звёзд» во Дворце спорта собралось около 20 тысяч зрителей.
В 1991 году Наталия Гулькина записала два альбома. Первый из них — «Надо лишь мечтать», песни для которого были написаны Сергеем Лемохом на слова Гулькиной («Айвенго», «Это Китай» и др., на них были сняты клипы) и Олегом Молчановым на слова Аркадия Славоросова. Второй — сольный альбом певицы «Дневной ангел», песни для которого написали Олег Молчанов и Славоросов. Певица заняла 9-е место в «Песне года» по версии «Московского Комсомольца».
С 1992 года в «Звёздах» появились танцоры, началось сотрудничество с хореографом Сергеем Мандриком. За несколько лет танцоры неоднократно менялись, и к 1995 году определился квартет «Street Jazz»: Сергей Мандрик, Максим Недолечко aka «Пепс», Володя Суворов и Араик Мартиросян. Гулькина работала с этим коллективом до 2001 года.

### 1993—2004: Сольная карьера
В 1993 году Наталия Гулькина основала школу-студию «Новое поколение» для одарённых детей на базе центра детского творчества «Созвездие». В том же году на фирме звукозаписи ZeKo Records вышел её альбом «Святая любовь» с хитами «Рио-де-Жанейро» и «До свидания, любовь». В этот и последующие годы Гулькина выступала с концертами в Германии для русскоязычной аудитории.
В 1995 году Наталия Гулькина поступила в ГИТИС на факультет эстрадного искусства по специальности «Режиссёр эстрадно-массовых зрелищ» на курс Народного артиста России Андрея Николаева.
В 1996 году на фирме звукозаписи ZeKo Records вышел альбом «Танцующий город» с хитами «Альбатрос» и «Мелодия любви». В альбоме, помимо произведений Молчанова и Лемоха, имелись песни молодых авторов — Рафаэля Сафина и Любови Любовцовой. На заглавную песню «Мелодия любви» режиссёр Андрей Щербаков снял клип, участие в котором приняли танцоры коллектива «Street Jazz». В декабре в Московском дворце молодёжи состоялись сольные концерты Наталии Гулькиной, посвящённые 10-летию её творческой деятельности. Для участия в шоу были приглашены танцевальные коллективы «Крим’с» и «Блеск», а также воспитанники школы-студии «Новое поколение».
В 1997 году Гулькина перевелась на актёрский факультет ГИТИСа и стала учиться на курсе у Давида Ливнева. В том же и последующем годах Наталия работала над новым альбомом под рабочим названием «Парус мечты», в записи которого приняли участие Большой симфонический оркестр имени П. И. Чайковского под управлением В. И. Федосеева и многие музыканты. Этот альбом так и не был издан.
В 1999 году Наталия успешно окончила ГИТИС, получив диплом драматической актрисы театра и кино.
В 2000 году Гулькина записала ремикс на песню «Солнечное лето» из первого альбома «Миража», на которую клипмейкером Виктором Конисевичем был снят клип. В съёмках принял участие автогонщик Алексей Дудукало, чемпион России по автогонкам. В то же время были записаны ещё два ремикса на песни «Миража» — «Я не хочу» и «Безумный мир».
В 2001 году на смену коллективу «Street Jazz» Гулькина стала сотрудничать с балетом «Mobius», совместная работа с которым продолжалась до января 2005 года.
В 2002 году Наталия приняла участие в фестивале «Дискотека 80-х», исполнив ремиксы на песни «Солнечное лето», «Безумный мир» и «Дискотека».
В 2003 году Гулькина пыталась создать новую группу-дуэт «Мальта» и записала две новых песни, однако вскоре вернулась к сольному творчеству.

### 2004—2011: Дуэт с М. Суханкиной и возрождение «Миража»
В 2004 году Наталия Гулькина и Маргарита Суханкина в одно и то же время записывали сольные альбомы, а поскольку Суханкина уже ушла из Большого театра, кто-то из журналистов сделал вывод, что они решили объединиться. У Гулькиной возникла идея возродить группу «Мираж», она предложила Суханкиной записать дуэтную песню. До того момента певицы не были знакомы, хотя обе записывали песни для первого альбома «Миража». Наталия позвонила Маргарите, но та не сразу согласилась увидеться, потому что предложение ей показалось бесперспективным. Наталия вспоминала: "Я уговаривала её: «Давай расскажем правду — что это мы с тобой, Рита Суханкина и Наташа Гулькина, а не кто-то ещё, сделали „Мираж“. Что мы записывали фонограммы, под которые в разных концах страны пел добрый десяток начинающих певиц». Уговорила…".
Певицы решили объединить усилия и записать общий альбом. Наталия в качестве продюсера пригласила Сергея Лаврова, с которым сотрудничала в «Звёздах», и познакомила его с Маргаритой. Результатом их совместной деятельности стала песня «Просто Мираж» и сингл «Мираж любви», вызвавший огромный интерес у публики. Слова к песне написала сама Гулькина, а музыку — Вадим Золотых. Несмотря на недовольство владельца прав на бренд «Мираж», Гулькина и Суханкина продолжили совместную деятельность сначала под названием «Соло», а затем сменили его на «Золотые голоса группы „Мираж“». Певицы участвовали в «Дискотеке 80-х» с песней из репертуара Наталии Гулькиной «Айвенго». В 2005 году выпустили альбом «Просто Мираж», а также сняли клип на одноимённую песню. В проекте принимали участие танцевальные команды «WA», «Scotch», «VIP». В 2006 году в ГЦКЗ «Россия» состоялся концерт «Золотых голосов группы „Мираж“». Певицы платили композитору Андрею Литягину за право исполнять его произведения.
В 2007 году Наталия Гулькина и Маргарита Суханкина объединились с Андреем Литягиным, возродив группу «Мираж». В том же году был снят клип на песню «Тысяча звёзд».

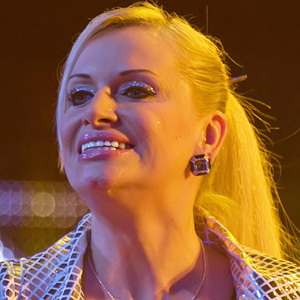
Наталия Гулькина на фестивале «Легенды Ретро FM 2009»

В 2008 году Наталия Гулькина и Маргарита Суханкина приняли участие в телевизионном шоу НТВ «Суперстар 2008. Команда мечты» и стали победителями этого проекта по числу набранных зрительских голосов. В этом шоу Наталия в полной мере проявила свой актёрский талант, блестяще сыграв роли Снегурочки, Ведьмы, Официантки и других персонажей.
17 сентября 2009 года вышел новый альбом группы «Мираж» под названием «Тысяча звёзд», в котором Гулькина исполнила четыре песни сольно и ещё четыре в дуэте с Суханкиной. В то же время вышел новый клип группы «Мерцает ночь».
В 2010 году Наталия в составе «Миража» приняла участие в церемонии открытия Зимних Олимпийских игр в канадском Ванкувере, где группа дала два концерта.

### 2011 — современный период
В январе 2011 года Наталия Гулькина покинула группу «Мираж» из-за разногласий с коллегами, возобновив свою сольную карьеру. Её место в коллективе заняла Светлана Разина. Наталии запретили исполнять даже те песни «Миража», в которых она солировала. Но Гулькина и сама принципиально отказалась с ними выступать.
Наталия Гулькина занялась новыми проектами. В феврале она дала первый сольный концерт в клубе «Джазмен», исполнив свои знаменитые хиты «Дискотека», «Айвенго» и др. в джазовой обработке. 21 апреля вышла новая сольная песня Наталии «Твоё имя». Снялась в «Самом лучшем фильме-3» и сериале «Детка» канала СТС, в мюзикле «Три мушкетёра» на музыку Максима Дунаевского сыграла главную роль, представ в образе королевы Анны Австрийской.
В 2012 году Наталия Гулькина выступала сольно и в дуэте со Светланой Разиной.
28 ноября состоялась презентация пятого сольного альбома Наталии Гулькиной «Сама по себе», песни для которого были написаны Арсеном Касиевым. Наталия предстала в новом образе и новых костюмах собственного дизайна, подготовленных к выходу альбома.
В декабре 2012 года в эфире «Русского радио» прозвучала новая песня Гулькиной «Сокол», написанная Андреем Демидовым. В начале 2013 года Максим Рожков снял клип на эту композицию, с которой певица хотела выступить на «Евровидении», но на конкурс поехала другая исполнительница.
В 2013 году Наталия готовила к выпуску новый сольный альбом с песнями собственного сочинения, записанными в джазовых обработках, а также занималась подготовкой сольного выступления с оригинальными декорациями, костюмами и хореографическими постановками под названием «Во всём виновата любовь», где она собиралась выступить не только как исполнительница, но и как режиссёр шоу.
В 2013 году у неё прошёл ряд концертов по России совместно с бывшими коллегами по «Миражу» Светланой Разиной и Ромой Жуковым под названием «Звёзды 80-х. Снова вместе 25 лет спустя». В январе в Воронеже и Рязани прошло шоу «Новый год со звездами Ретро FM», в котором приняли участие Роман Жуков, Наталия Гулькина и Светлана Разина. Наталия записала сольный вариант песни «Лети, мечта», а также ремикс на эту же песню. Совместно со Светланой Разиной был создан ремикс на песню «Женщине верить нельзя».
В марте 2013 года Наталия Гулькина поддержала общественное «Движение против рака». 29 марта в клубе «Морозов Холл» города Твери Наталия Гулькина, Рома Жуков и Светлана Разина выступили на совместном концерте «Легенды дискотек».
7 апреля Гулькина приняла участие в акции для детей «Книгоход», которая проводилась в Российской государственной детской библиотеке, 21 апреля приняла участие в бале «Ангелы весны», организованном Благотворительным фондом «Созвездие детских талантов» в Korston Hotel Moscow.
В апреле Гулькина вновь побывала с концертами в Китае. Гастроли в этой стране, как и прежде, прошли с большим успехом.
В мае состоялись выступления Наталии в Германии и Турции. 26 мая Гулькина получила первый орден от Благотворительного фонда «Взлётная полоса» — «За творческое созидание на благо России». 30 мая в Москве на вечеринке «DISCO ДАЧА» в клубе «Ленинград» состоялись выступления Наталии Гулькиной и Руслана Алехно. В мае и июне песня Гулькиной «Слёзы как дождь» занимала 1 место в «Народном хит-параде» радио «Радио Радио».
12 июня Наталия Гулькина выступала на сборных концертах, посвящённых Дню России на ВВЦ и Поклонной горе в Москве. В этом же месяце она записала новую песню Арсена Касиева «СЕ ЛЯ ВИ» совместно с братьями Шахунц. 29 июня Гулькина совместно со Светланой Разиной и Ромой Жуковым выступила на Дне города в Твери с программой «Легенды ретро».
7 июля Гулькина участвовала в концерте, посвящённому Дню города Себежа.
Осенью и зимой 2013—2014 годов Наталия Гулькина приняла участие в программе «Живой звук» на телеканале «Россия».
В октябре 2014 года Наталия участвовала в новом проекте «Я смогу» на телеканале «Россия».
В 2015 году Наталия выпустила новый сингл «Часы», куда вошли три песни — «Часы» (музыка и слова Н. Гулькиной), «Безумный мир» (музыка и слова Н. Гулькиной) и ремикс на песню «Сокол» (музыка и слова А. Демидова). Презентация сингла прошла 26 февраля в ресторане отеля «Corston» в Москве. В этот день Наталия отмечала также свой день рождения и презентовала первую дизайнерскую коллекцию сумок под своим брендом «GN».
В начале 2016 года Наталия Гулькина была ведущей проекта «Я худею!» на телеканале НТВ.
Осенью 2016 года Наталия Гулькина, при содействии директора Софии Ротару и руководителя «Кремль-концерта» Сергея Лаврова, организовала большой гастрольный тур по России с оригинальными декорациями, костюмами и хореографическими постановками, где она выступила не только как исполнительница, но и как режиссёр шоу.
В мае 2019 года Наталия Гулькина приняла участие в концерте, посвященном Дню основания города Санкт-Петербурга во Фрунзенском районе. В августе издательство «АСТ» выпустило её автобиографию «А может, это просто мираж...».
В 2020 году была одной из ста членов жюри во втором сезоне проекта «Ну-ка все вместе!».
Весной 2020 года выступала в образе Человека-Зеркала в шоу «Маска» как специальный гость.

## Личная жизнь
- 1 муж — Николай Анатольевич Гулькин (род. 19 сентября 1960).
  - Сын — Алексей Николаевич Гулькин (род. 6 февраля 1984) — сочиняет и исполняет музыку, которую Наталия Гулькина называет «сложной».
- 2 муж — Константин Викторович Терентьев (21 октября 1963 — 7 апреля 2006) — продюсер Гулькиной и группы «Звёзды» (в период замужества Наталия носила фамилию Терентьева), основатель и лидер группы «Шериф» с 1990 — 1994, 2002[36].
- 3 муж — Сергей Мандрик — хореограф, художественный руководитель балета «Street Jazz»[37], руководил танцевальными номерами участников нескольких сезонов «Фабрики звезд»[38].
  - Дочь — Яна Сергеевна Мандрик (1999).
- 4 муж — Сергей Реутов — врач-педиатр.

## Дискография

### В составе группы «Мираж»

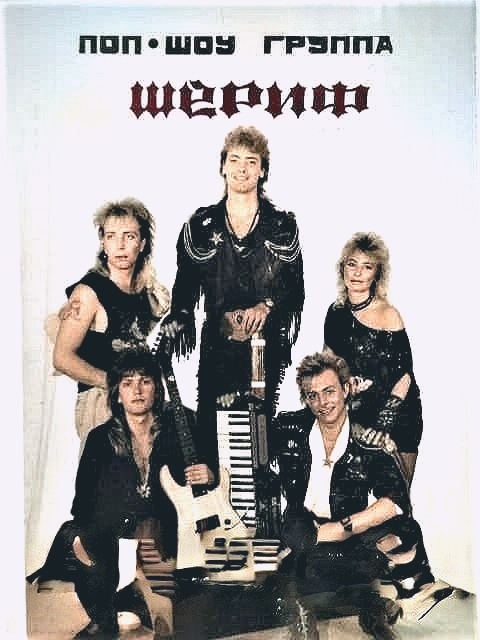
Группа Шериф 1990

- «Звёзды нас ждут» (1987)
- «Тысяча звёзд» (2009)

Работа с другими исполнителями: 
Группа Шериф
- Официальный сайт
- «Натали» (1990), «Джулия» (1992, 2002)

### Сольное творчество
- «Дневной ангел». Магнитоальбом ( Декабрь 1991)
- «Святая любовь» МС, CD, LP ( Июнь 1993)
- «Надо лишь мечтать» LP ( Февраль 1993) CD (1994)
- «Дискотека» МС, CD ( Январь 1995)
- «Танцующий город» МС, CD ( Май 1996)
- «Парус моей мечты», не издавался (1998)
- «Легенды русского диско» МС, CD (2000) — сборник
- «Sobranie /collectional edition/» CD (2003) — сборник
- «Королева DISCO» (2004) — сборник
- «Любовное настроение» (2004) — сборник
- «Сама по себе…» (2012)
- «Се Ля Ви» (2014)
- «Часы» (2015)

### В дуэте со Светланой Разиной
- «Миражи» песня 2012 (авт. Г. Филлипов)
- «Женщине верить нельзя» песня 2012 (авт. С. Разина)
- «Лети, мечта» песня 2012 (авт. Н. Гулькина)
- «Женщине верить нельзя» ремикс 2013 (авт. С. Разина)

ДУЭТЫ
- Больно (с Сашей Поповым (экс- группа «Турбомода») (2014)
- Будь со мной (с Татьяной Третьяк) (2016)
- Наша весна (с Феликсом Царикати) (2016)
- Так не бывает (с Ромой Жуковым) (2017)
- Задыхаюсь feat ILLUS!`Я (2018)

### Мюзиклы
- «Три мушкетёра», роль королевы Анны Австрийской, 2011.

### В дуэте с Маргаритой Суханкиной
- «Мираж любви» сингл (2004)
- «Просто мираж» альбом (2005)
- «Айвенго» (2004) (С. Лемох — Н. Гулькина)
- «Новый год» (2004) (В. Золотых — Н. Гулькина)
- «Moonlight Shadow» (2004)
- «Попурри» (2004) (А. Литягин — В. Соколов)
- «Солнечное лето» (2005) (А. Литягин — В. Соколов) с группой «МультFильмы»
- «Хитрые конфеты» (За нами следят) (2005) (Е. Тимофеев) с группой «МультFильмы»
- «Я больше не прошу» (2005) (А. Литягин — Е. Степанова)
- «Звезды нас ждут» (2005) (А. Литягин — В. Соколов)
- «Наступает ночь» (2005) (А. Литягин — В. Соколов)
- «Музыка нас связала» (2006) (А. Литягин — В. Соколов)
- «Снова вместе» (2007) (А. Литягин — В. Соколов)
- «Дискотека» (2005) (Л. Величковский — Н. Гулькина)
- «Я снова вижу тебя» (2007) (А. Литягин — Е.Степанова)
- «Солнечное лето» (2007) (А. Литягин — В. Соколов)

«Ты — СУПЕРСТАР» 2008.
- Золушка. с Л. Сенчиной и М. Суханкиной
- Я буду жить. с М. Суханкиной, Т. Ивановой и А. Апиной.
- Я сошла с ума. с М. Суханкиной.
- Адажио G- Minor. с М. Суханкиной. (Т. Альбинони-С. Осиашвили)
- Yes Sir, I Can Boogie. с М. Суханкиной.
- Ты мне веришь или нет. с М. Суханкиной. (А. Рыбников).
- Прощай. с М. Суханкиной. (В. Добрынин -Л. Дербенёв).
- Просто Мираж. (В. Золотых — Н. Гулькина) с М. Суханкиной.
- «Музыка нас связала». с М. Суханкиной. (А. Литягин — В. Соколов)

«Живой звук» 2013.
- Наедине.
- Sign your name.
- The final countdown.
- Небеса.
- Аэропорт.
- Маргарита.
- Я буду.
- Танец на барабане.
- Три белых коня.
- Цветут цветы.
- Ищу тебя
- Снег.

### Видеоклипы
- Солнце горит (1988)
- Мой маленький принц (1989)
- Дискотека (1990)
- Айвенго (1991)
- Это Китай (1992)
- Мелодия любви (1996)
- Солнечное лето (2000)
- Просто Мираж (вместе с Маргаритой Суханкиной) (2005)
- 1000 звёзд (в составе группы Мираж) (2008)
- Мерцает ночь (в составе группы Мираж)(2009)
- Новый год (2012)
- Сокол (2013)
- В гомоне города (2015)
- Часы (2016)
- Глаза в глаза (2017)
- Задыхаюсь feat ILLUS!`Я (2018).
- У тебя есть я. (2018).
- Улетает в небо шар. (2018).
- Не верю словам (2020)
- Не хочу войны (2020)
- Королева DISCO. (2021).
- Ночь (2022)
- Я тебя дождусь (2022)
- Я просто женщина (2022)
- Я просто женщина 2.0 (2022)